# 광주불교방송
광주불교방송(光州佛敎放送, Gwangju Buddhist Broadcasting System)은 대한민국의 BBS불교방송 네트워크권 광주, 전남지역 라디오 방송국이다.

## 연혁
- 1989년 4월 28일 : BBS불교방송 설립 준비위원회 구성
- 1990년 2월 10일 : BBS불교방송 추진위원회 현판식
- 1993년 2월 10일 : 광주불교방송 설립 추진위원장 이상진 회장 추대
- 1993년 2월 16일 : 광주불교방송 추진위원회 현판식
- 1993년 12월 2일 : 광주와 부산에 BBS불교방송 허가 추천
- 1994년 3월 29일 : 광주불교방송 사장에 이상진 위원장 임명
- 1994년 4월 9일 : 체신부, 부산 광주에 BBS불교방송 가허가
- 1994년 6월 1일 : 광주불교방송 사옥 기공식
- 1994년 12월 30일 : 무등산 송신소에 송신기 설치
- 1995년 1월 8일 : 광주불교방송 법당 부처님 점안식 및 시험방송 기념법회
- 1995년 3월 1일 : 개국(초단파 89.7㎒, 3㎾)
- 1995년 3월 3일 : 개국축하법회 및 공연
- 1996년 3월 4일 : 개국1주년 기념법회 및 가요축제 개최
- 1997년 3월 3일 : 개국2주년 기념법회 및 공연 개최
- 1998년 4월 24일 : 개국3주년 기념법회 및 합창단 창단 발표회 개최
- 1999년 3월 18일 : 개국4주년 기념법회 및 공연 개최
- 2000년 4월 20일 : 개국5주년 기념법회 및 공연 개최
- 2001년 4월 18일 : 개국6주년 기념법회 및 공연 개최
- 2002년 4월 19일 : 개국7주년 기념법회 및 공연 개최
- 2003년 4월 23일 : 개국8주년 기념법회 및 공연 개최
- 2004년 4월 23일 : 개국9주년 기념법회 및 공연 개최
- 2005년 4월 20일 : 개국10주년 기념법회 및 공연 개최
- 2006년 4월 20일 : 개국11주년 기념법회 및 공연 개최
- 2007년 5월 25일 : 개국12주년 기념법회 및 공연 개최
- 2008년 5월 22일 : 개국13주년 기념법회 및 공연 개최
- 2009년 4월 28일 : 개국14주년 기념법회 및 공연 개최
- 2009년 8월 29일 : 제1회 청암전국고수대회 개최
- 2010년 5월 14일 : 개국15주년 기념법회 및 공연 개최
- 2010년 11월 21일 : 제2회 청암전국고수대회 개최
- 2011년 5월 6일 : 개국16주년 기념법회 및 공연 개최
- 2011년 11월 13일 : 제3회 청암전국고수대회 개최
- 2012년 11월 11일 : 제4회 청암전국고수대회 개최
- 2013년 11월 2일 : 제5회 청암전국고수대회 개최
- 2014년 5월 2일 : 제2대 이민수 사장 임명
- 2014년 6월 26일 : 제2대 이민수 사장 취임식
- 2014년 9월 18일 : 방송국 사옥 이전식 (서구 동양빌딩 20층)
- 2014년 10월 12일 : 제6회 청암전국고수대회 개최
- 2015년 6월 4일 : 광주불교방송 광양중계소 허가 (초단파 105.7㎒, 200W)
- 2016년 5월 10일 : 광주불교방송 광양중계소 개소 (초단파 105.7㎒, 200W)
- 2017년 9월 5일 : 광주불교방송 여수중계소 허가 (초단파 105.1㎒, 50W)
- 2018년 6월 : 광주불교방송 여수중계소 개소 (초단파 105.1㎒, 50W)
- 2023년 3월 1일 : 광주.전남 라디오 개국 28주년 기념 특별생방송
- 2024년 3월 1일 : BBS 광주불교방송 개국 29주년
- 2024년 12월 : 방송국 사옥 이전식 (북구 첨단연신로 88 연제동)
- 2025년 3월 1일 : BBS 광주불교방송 개국 30주년

## 방송 주파수
| 방송국       | 호출부호 | 송신소          | 주파수     | 출력 | 송신소 위치                             | 방송구역 |
| ------------ | -------- | --------------- | ---------- | ---- | --------------------------------------- | --- |
| 광주불교방송 | HLDB-FM  | 무등산 송신소   | FM 89.7㎒  | 3㎾  | 광주 북구 금곡동 산1-1 (kbc 광주방송)   | 광주광역시 전지역, 목포시 일부, 해남군 일부, 구례군 일부, 보성군 일부 나주시 일부, 담양군 일부, 곡성군 일부, 화순군 일부, 장흥군 일부, 강진군 일부, 영암군 일부, 무안군 일부, 함평군 일부, 영광군 일부, 장성군 일부, 완도군 일부, 진도군 일부, 신안군 일부 |
| 광주불교방송 | HLDB-FM  | 장군산 중계소   | FM 105.1㎒ | 50W  | 전남 여수시 산24                        | 여수시 일원 |
| 광주불교방송 | HLDB-FM  | 구봉화산 중계소 | FM 105.7㎒ | 200W | 전남 광양시 성황동 산228 (kbc 광주방송) | 광양시 일원, 순천시 일부, 여수시 일부, 고흥군 일부 |

## 라디오 시보 멘트
- FM 89.7㎒ 여수 105.1㎒ 광양 105.7㎒ BBS 광주불교방송입니다. HLDB
- FM 89.7㎒ BBS 광주불교방송입니다. HLDB

## 방송 시간
- 매일 새벽 4시 ~ 다음날 새벽 2시 (총 22시간)

## 같이 보기
- 광주가톨릭평화방송 (광주, 목포 FM 99.9㎒, 여수, 순천, 광양 FM 99.5㎒)
- 광주원음방송 (광주, 목포 FM 107.9㎒)
- 광주CBS (광주, 목포 표준FM 103.1㎒, 광주 음악FM 98.1㎒)
- 전남CBS (여수, 순천, 광양 FM 102.1㎒, FM 89.5㎒)
- 광주극동방송 (광주, 전남 전지역 FM 93.1㎒)
- 목포극동방송 (목포 FM 100.5㎒)
- 전남동부극동방송 (여수, 순천, 광양 FM 97.5㎒, 여수 FM 92.9㎒)
- kbc 광주방송 (광주, 목포 FM 101.1㎒, 영광 FM 101.1㎒, FM 104.3㎒, 여수, 순천, 광양 FM 96.7㎒, FM 90.7㎒)
- 광주MBC (광주, 목포 표준FM: FM 93.9㎒, 영광 표준FM: 93.9㎒, FM 101.9㎒ FM4U: 광주, 목포 FM 91.5㎒, FM 95.1㎒)
- 목포MBC (목포 표준FM: FM 89.1㎒, 목포 FM4U: FM 102.3㎒)
- 여수MBC (표준FM: 여수, 순천, 광양 FM 107.1㎒, FM 100.3㎒, FM 101.3㎒, FM4U: 여수, 순천, 광양 98.3㎒)
- KBS광주방송총국 (제1라디오 광주, 전남 전지역: FM 90.5㎒, 제1라디오 영광: FM 90.5㎒, FM 94.9㎒, 제1라디오 장흥: FM 90.5㎒, FM 96.1㎒, 제2라디오 해피FM 광주, 목포: FM 95.5㎒, 클래식FM 광주, 전남 전지역: FM 92.3㎒)
- KBS목포방송국 (제1라디오 목포: FM 105.9㎒, 제2라디오 해피FM 목포: FM 88.1㎒, 클래식FM 목포: FM 98.3㎒)
- KBS순천방송국 (제1라디오 여수, 순천, 광양 FM 95.7㎒, FM 88.7㎒, 제2라디오 해피FM 여수, 순천, 광양 FM 100.9㎒, FM 102.7㎒, 클래식FM 여수, 순천, 광양 FM 94.5㎒)
- TBN 광주교통방송 (광주, 목포 FM 97.3㎒, 여수, 순천, 광양 FM 103.5㎒)
- 글로벌광주방송 (광주, 목포 FM 98.7㎒, 여수, 순천, 광양 FM 93.7㎒)

## 직원 소개

### 총괄국장
- 박성용

### 방송부
- 부장 : 조기종
- 사원 : 최강일, 김종범, 정종신, 진재훈

### 사업부
- 부장 : 김홍범